# 小川敏
小川 敏（おがわ びん、1950年〈昭和25年〉11月15日 - ）は、日本の政治家。元大垣市長（5期）。岐阜経済大学理事。

## 概要・略歴
岐阜県大垣市出身。岐阜県立大垣北高等学校卒業。1974年（昭和49年）3月、東京大学法学部卒業。同年4月、伊藤忠商事に就職。
1980年（昭和55年）2月、伊藤忠商事を退職。同年4月、大垣市で家業（小川紙店）を継ぐ。以降、大垣市商工会、大垣市PTA連合会などで会長などを務める。
2001年（平成13年）3月3日、大垣市長の小倉満が在任中に死去。これに伴って行われた大垣市長選挙に立候補し初当選。以後5期務めた。
2021年（令和3年）2月、任期満了に伴う大垣市長選挙に立候補せず5期で退任する意向を示した。
2022年11月3日、秋の叙勲において、旭日中綬章を受章した。

## 主な業績
- 平成の大合併では、最初は西濃地区全域の計画が存在したという。実際に2003年（平成15年）の西濃圏域合併協議会発足では10市町（大垣市、安八郡神戸町、輪之内町、安八町、墨俣町、養老郡養老町、上石津町、不破郡垂井町、関ケ原町、揖斐郡池田町）が参加し、中核市への移行をも視野に入れていた。しかし、調印直前になってからの離脱が相次ぎ、大垣市、安八郡墨俣町、養老郡上石津町の1市2町が残るのみとなる。2町とも旧・大垣市とは接することなく、二重飛び地合併という結果となってしまい、現在も大垣市が日本で唯一の二重飛び地の市である。旧墨俣町の区域は「墨俣町地域自治区」、旧上石津町の区域は「上石津町地域自治区」となっている。
- 近畿日本鉄道養老線の存続問題では、存続に力を入れている。その結果、養老鉄道養老線としての存続となっている。
- 財政再建を推進しており、大垣市は2007年度から地方交付税不交付団体になっている。
- 「墨俣町地域自治区」の下水処理場問題では、下水処理場の建設地が安八町に近いことから、安八町が強く反対している。この問題は、元々は墨俣町は安八町の下水処理場を使用することになっていたが、西濃圏域合併協議会の安八町の離脱、墨俣町の大垣市への編入の影響でその計画が頓挫したため、「墨俣町地域自治区」単独の処理場を建設することになったことから発生している。